# 马经纶
馬經綸（1562年—1605年），字主一，號誠所，順天府通州（今北京通州區）人，明朝官員。萬曆己丑進士，初授山東肥城知縣，有政績。升監察御史，因直諫去職。

## 生平
萬曆十三年（1585年）乙酉科順天鄉試舉人。萬曆十七年（1589年）己丑科三甲一百三十七名進士，工部觀政，授山東肥城縣知縣。萬曆二十三年（1595年）升河南道監察御史，二十四年因直諫萬曆帝，被降三级，贬米脂县典史，又免職为民歸里。《明史》有傳。

## 事跡
馬經綸有文名，任肥城知縣期間，造就士子甚多。肥城縣舊城本爲磚城，年久失修，已有圯毀。馬經綸改用石材，重新修築。
馬經綸與思想家李卓吾友好，經綸曾言：“吾友是誰？李卓吾先生是也。雖吾友，實我師也。”。卓吾《續焚書》中多稱為「馬侍御」。萬曆二十九年（1601年）春，卓吾北上通州，住經綸家中。每日一起研读《易经》。大學士沈一貫指使都察院左都御史溫純夥同禮科給事中張問達奏劾卓吾，卓吾入獄。馬經綸上《與當道書》為卓吾辯解，但無效，卓吾自裁死。卓吾死後，耗資為其治喪。

## 家族
曾祖馬禮，举人、聊城知縣；祖馬遂，歲贡；父馬時叙，丁卯举人。

## 延伸阅读
[在维基数据编辑]
 《明史卷二百三十四》，出自《明史》

### 引用
1. ↑  《萬曆十七年己丑科進士履历便覽》：馬經綸，曾祖禮，举人、聊城知縣；祖遂，歲贡；父時叙，丁卯举人。誠所，易二房，壬戌八月二十五日生。通州人，乙酉鄉試，三甲一百三十七名。工部政，十月授山东肥城知縣，乙未行取河南道御史，丙申建言降三级米脂典史，为民卒。
2. 1 2  《肥城縣志·卷之七·職官》頁四十七：明 知縣 馬經綸，字主一，以進士爲邑令，有文名。所造就士甚多。邑舊係磚城，且圯。經綸爲易以石，至今賴之。
3. ↑  《明史·卷234》
4. ↑  馬經綸：《與當道書》

### 文目
- 李贄，《續焚書》
- 韦臻，《泉州市志》
- 張廷玉等，《明史》

| 官衔        | 官衔                                    | 官衔          |
| ----------- | --------------------------------------- | ------------- |
| 前任： 閻談 | 山東肥城縣知縣 萬曆十七年（1589年）上任 | 繼任： 隋大經 |